# Volsatiola aequa
Volsatiola aequa är en tvåvingeart som beskrevs av Fedotova och Vasily S. Sidorenko 2006. Volsatiola aequa ingår i släktet Volsatiola och familjen gallmyggor. Inga underarter finns listade i Catalogue of Life.